# لیک ویلیج (آرکانزاس)
لیک ویلیج (آرکانزاس) (به انگلیسی: Lake Village, Arkansas) یک شهر در ایالات متحده آمریکا با جمعیت ۲٬۵۷۵ نفر است که در آرکانزاس واقع شده‌است.

## موقعیت جغرافیایی
موقعیت جغرافیایی شهرها و مناطق اطراف به شرح زیر است:

## نگارخانه

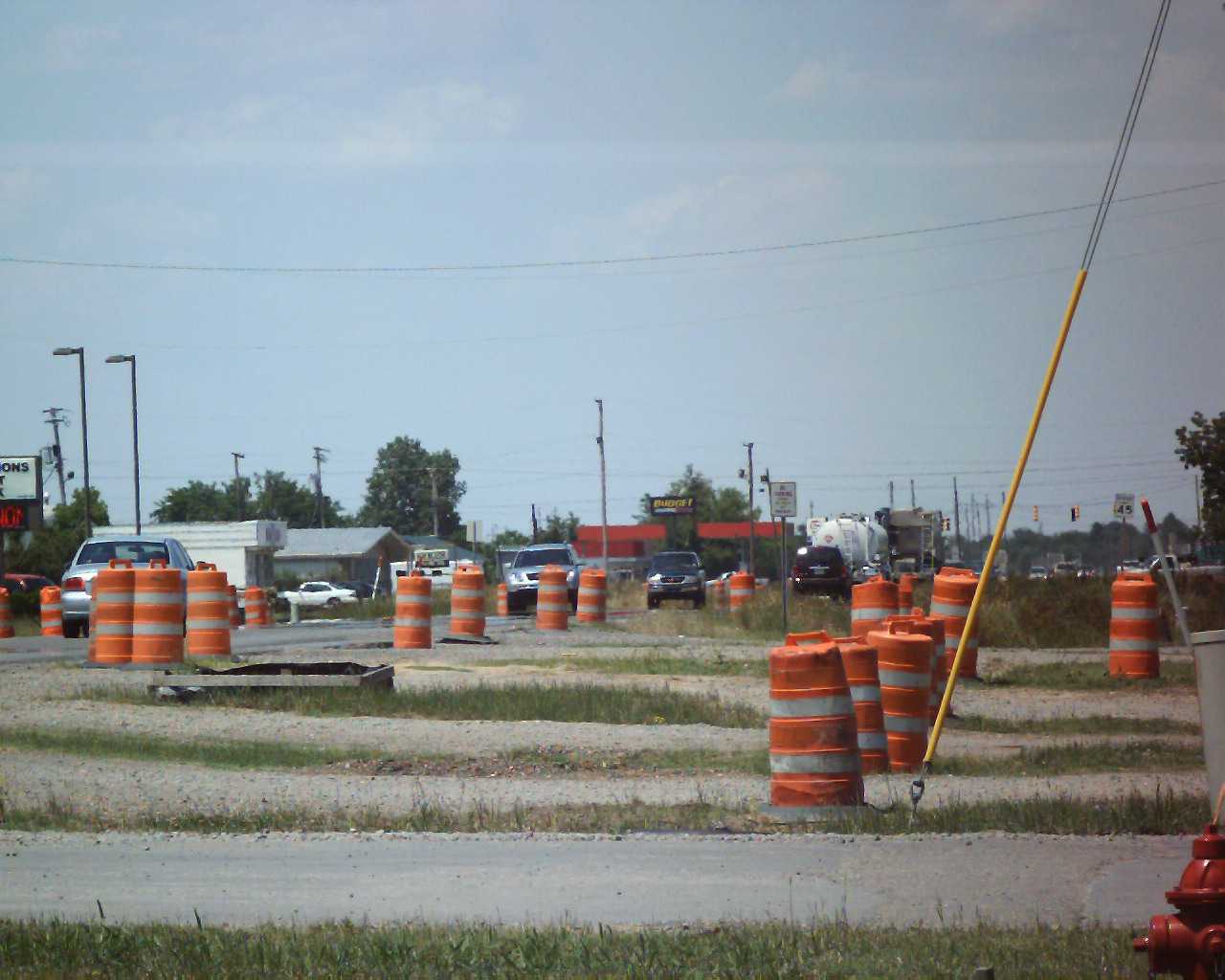
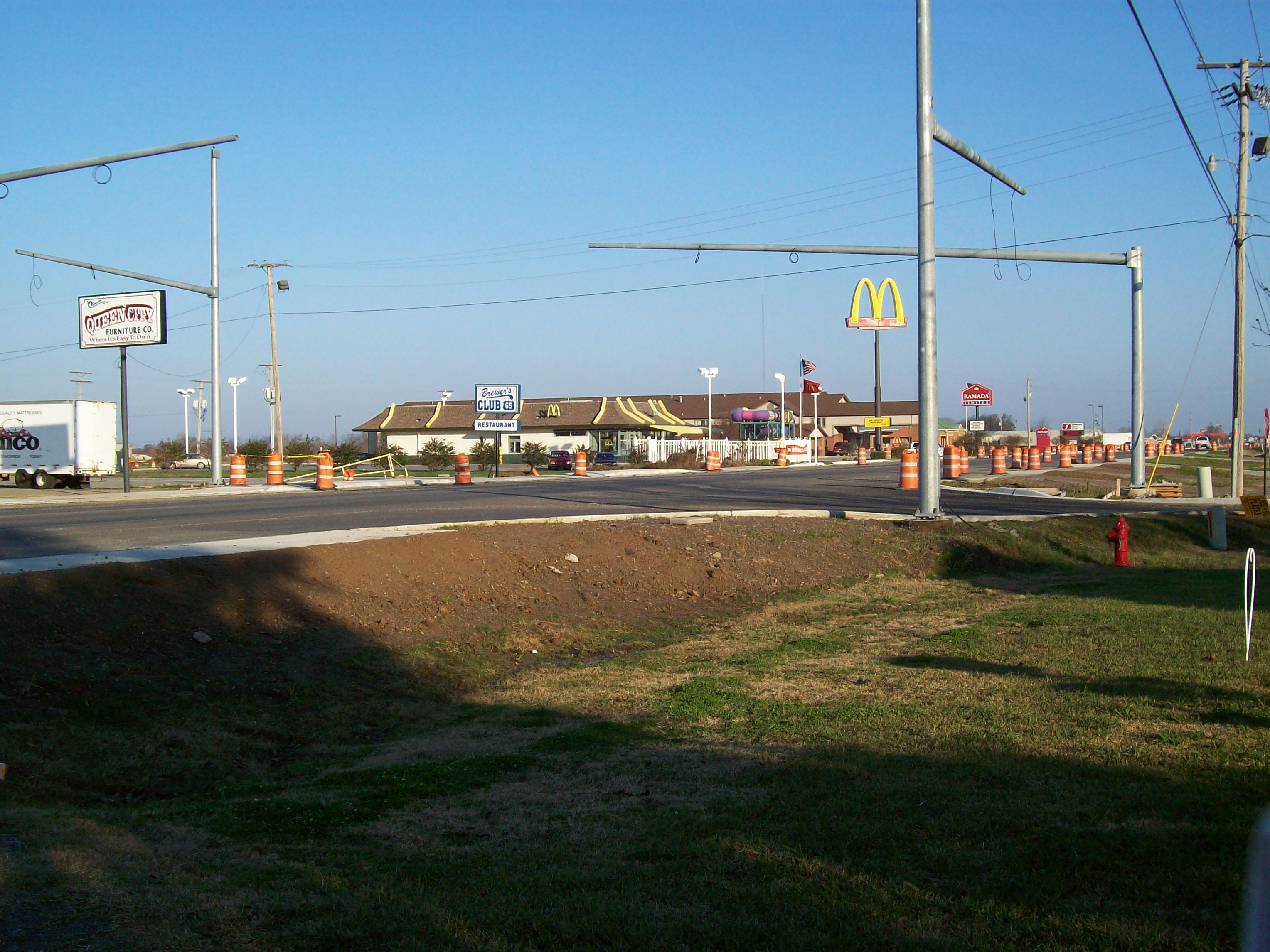